# Księga Mormona

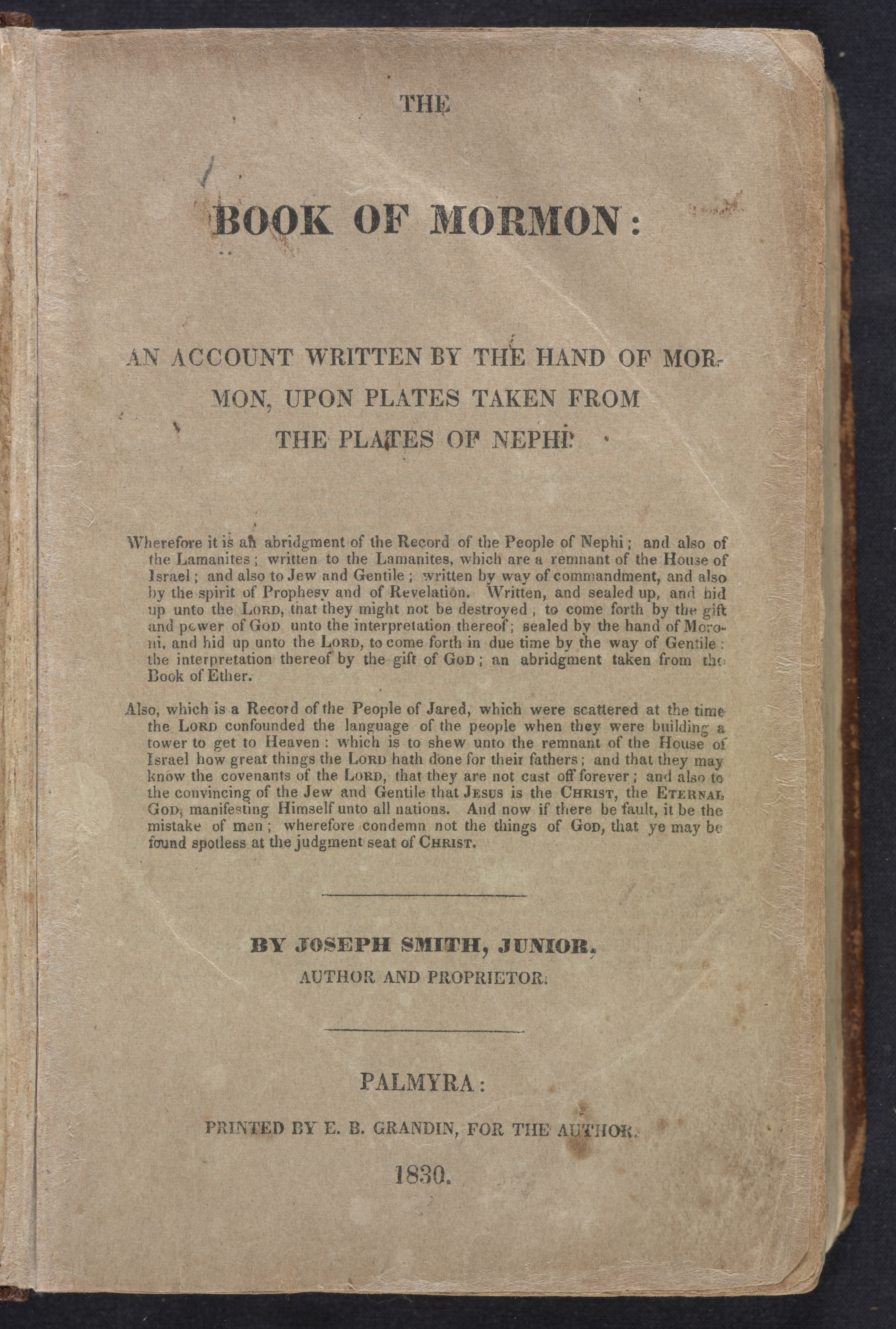
Strona tytułowa pierwszego wydania z 1830

Księga Mormona (ang. The Book of Mormon) – jedna ze świętych ksiąg wiernych różnych denominacji mormońskich. Jest uznawana przez Kościół Jezusa Chrystusa Świętych w Dniach Ostatnich, Społeczność Chrystusa i inne odłamy ruchu świętych w dniach ostatnich za jeszcze jedno świadectwo o Jezusie Chrystusie. Dla wiernych tych Kościołów stanowi (obok Biblii) jedną z podstawowych świętych ksiąg. Zdaniem tych wspólnot jest ona tłumaczeniem z języka reformowanego egipskiego na język angielski dokonanym przez Josepha Smitha na podstawie starożytnych złotych płyt, otrzymanych od proroka Moroniego.
Pierwsze wydanie Księgi Mormona opublikowano 26 marca 1830 roku w Palmyrze, w nakładzie 5000 egzemplarzy. Nosiło ono pierwotny tytuł: The Book of Mormon: An Account Written by the Hand of Mormon upon Plates Taken from the Plates of Nephi (Księga Mormona – relacja napisana ręką Mormona na płytach, z płyt Nefiego).
Ukazała się ona dotychczas w 110 językach, w nakładzie ponad 175 milionów egzemplarzy. Wydawana głównie przez Kościół Jezusa Chrystusa Świętych w Dniach Ostatnich pod rozszerzonym tytułem: Księga Mormona – Jeszcze Jedno Świadectwo o Jezusie Chrystusie. W języku polskim wydana po raz pierwszy w roku 1981.

## Złote płyty

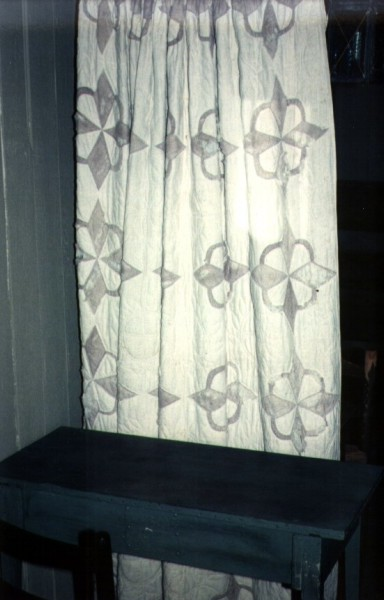
Zasłona, za którą Joseph Smith miał tłumaczyć Księgę Mormona przy pomocy Urim i Tummim

Według doktryny mormońskiej 21 września 1823 r.,  prorok Moroni ukazał się Josephowi Smithowi w rodzinnym domu w Palmyrze, w sypialni, gdy wszyscy już spali i gdy ten żarliwie się modlił. Niebiański posłaniec Moroni jaśniał w najwspanialszej bieli. Moroni przekazał Smithowi, że na pobliskim wzgórzu Cumorah znajdzie złote płyty z wyrytymi na nich inskrypcjami w języku reformowanym egipskim. Płyty te Moroni, ostatni prorok Nefitów, miał zakopać przed wiekami. Zawierały one tekst Księgi Mormona, a Moroni posiadał klucze do ich odczytania. Widzenie to powtórzyło się trzy razy. Następnego dnia Moroni pokazał Smithowi złote płyty, jednak miał on je otrzymać dopiero po 4 latach. Zakazał też Smithowi,  pod karą jego zniszczenia, pokazywania płyt komukolwiek poza wyznaczonymi osobami. Celem misji Moroniego było,  w odpowiedzi na modlitwy Josepha Smitha, przekazanie mu posłania, że Bóg przebaczył mu grzechy i powierzył mu zadanie przetłumaczenia Księgi Mormona oraz ujawnienie jej całemu światu.
Przez trzy kolejne lata, zawsze 22 września, Joseph Smith pojawiał się na wzgórzu Cumorah, a Moroni utwierdzał go w obietnicy przekazania złotych płyt. W końcu 22 września 1827 roku Moroni przekazał płyty Smithowi, który jak sam twierdził, pod wpływem boskiego natchnienia przetłumaczył ich tekst na język angielski. Oprócz Josepha Smitha złote płyty miało widzieć trzech świadków, którym 28 czerwca 1829 r. ukazał je w wizji Moroni: Oliver Cowdery, David Whitmer i Martin Harris. Natomiast ośmiu innym świadkom, 2 lipca 1829 r., Smith pokazał płyty i pozwolił ich dotknąć.

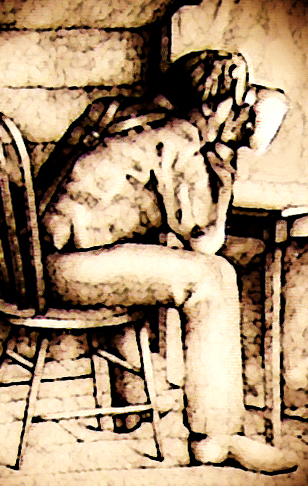
Ilustracja przedstawiająca jak Joseph Smith za pomocą kamienia jasnowidza umieszczonego w kapeluszu miał dyktować Księgę Mormona.

Do tłumaczenia złotych płyt Joseph Smith wykorzystał otrzymane od Boga Urim i Tummim (interpretatory) oraz znaleziony kilka lat wcześniej owalny kamień, nazywany „kamieniem widzącego”. Kamienie Urim i Tummim miały się znajdować w tej samej skrzyni, w której znajdowały się złote płyty, natomiast na „kamień widzącego” Smith natrafił głęboko w ziemi, gdy pomagał sąsiadowi kopać studnię – miał on mieć ponadnaturalne właściwości. W trakcie procesu tłumaczenia Smith wkładał albo interpretatory, albo „kamień widzącego” do kapelusza, który następnie przyciskał do twarzy i na głos odczytywał angielskie słowa, które miały pojawiać się na przyrządzie. Cały proces tłumaczenia odbywał się za zasłoną, a odczytywany przez Smitha tekst zapisywał po drugiej stronie zasłony jeden z jego sekretarzy. Zasłona ta miała służyć ochronie sekretarzy, na których miały spaść rozmaite nieszczęścia, gdyby przypadkiem ujrzeli złote płyty. Tak przekazany tekst Joseph Smith zawarł w Księdze Mormona.
Od kwietnia do czerwca 1828 roku Joseph Smith przetłumaczył 116 stron, dyktując treść Martinowi Harrisowi. Strony te potem jednak zaginęły w domu Martina Harrisa, wykradzione przez jego żonę Lucy, która nie uwierzyła w historię Księgi Mormona i twierdziła, że jeśli historia jest prawdziwa, Joseph Smith jeszcze raz przetłumaczy ten tekst bez zmian w treści. Ponownie Smith rozpoczął tłumaczenie 7 kwietnia 1829 roku, dyktując tekst Oliverowi Cowdery’emu. Dodał w nim wstęp, w którym wyjaśniał, że pierwsze tłumaczenie Księgi Mormona zostało dokonane na podstawie skażonych płyt Lehiego, a teraz tłumaczył z doskonałych pod względem treści płyt Nefiego, co miało tłumaczyć różnice treści pomiędzy obiema wersjami tłumaczenia. Swoją pracę Joseph Smith ukończył 30 czerwca 1829. W sumie samo tłumaczenie zajęło mu 65 dni, podczas których podyktował 531 stron w obecnym wydaniu angielskim. Pytany o to, jak przebiegał proces tłumaczenia Księgi Mormona, Joseph Smith odpowiadał, że dzieła tego dokonał „mocą i darem Boga”, gdy jednak był naciskany, pewnego razu dodał, że „zamysłem Pana było nie wyjawiać światu wszystkich szczegółów związanych z ujawnieniem Księgi Mormona”. Po zakończeniu tłumaczenia Joseph Smith zwrócił Moroniemu otrzymane kamienie i złote płyty, a ten je bezpiecznie ukrył, by nie wpadły w niepowołane ręce.
Pierwsze wydanie Księgi Mormona opublikowano 26 marca 1830 roku w Palmyrze, w nakładzie 5000 egzemplarzy. Nosiło ono tytuł: The Book of Mormon: An Account Written by the Hand of Mormon upon Plates Taken from the Plates of Nephi (Księga Mormona – relacja napisana ręką Mormona na płytach, z płyt Nefiego). Trzy egzemplarze tego wydania Księgi Mormona są przechowywane w najważniejszej świątyni Kościoła Jezusa Chrystusa Świętych w Dniach Ostatnich w Salt Lake City.

## Treść
Księga Mormona zawiera religijne zapisy proroków, mających zamieszkiwać niegdyś oba kontynenty Ameryki. Według treści Księgi jeden z tych proroków, Lehi, wywodził się z Jerozolimy. Około 600 roku p.n.e. Lehi otrzymał objawienie, w którym Bóg nakazał mu poprowadzić małą grupę ludzi należących do dziesięciu zaginionych plemion Izraela na kontynent amerykański. Po dotarciu do Ameryki grupa ta stworzyła wspaniałą cywilizację. Bóg powoływał kolejnych proroków, a Księga Mormona ma stanowić zbiór ich pism. Jej nazwa pochodzi od Mormona, proroka-kronikarza, który streścił obszerne zapisy, obejmujące wiele stuleci.
Ludy Księgi Mormona, Nefici i Lamanici, toczą ze sobą spory i wojny. Głównym wydarzeniem w Księdze Mormona jest ukazanie się Jezusa Chrystusa na kontynencie amerykańskim wszystkim Nefitom wkrótce po zmartwychwstaniu. Według Księgi Mormona Chrystus nauczał w Ameryce swojej ewangelii oraz założył swój Kościół, podobnie jak w Jerozolimie.
Nie istnieją żadne dowody archeologiczne,  czy historyczne, potwierdzające wydarzenia opowiedziane w Księdze Mormona, a jej treść jest uznawana za fikcję literacką. Pragnienie uzupełnienia Biblii o nieobecne w niej tematy, będące na początku XIX wieku przedmiotem szczególnego zainteresowania społeczności wiernych,  doprowadziło do stworzenia niekanonicznej stylizacji porównywalnej z apokryfami, która z czasem przez mormonów została podniesiona do rangi świętej księgi.

## Autorstwo i historyczność

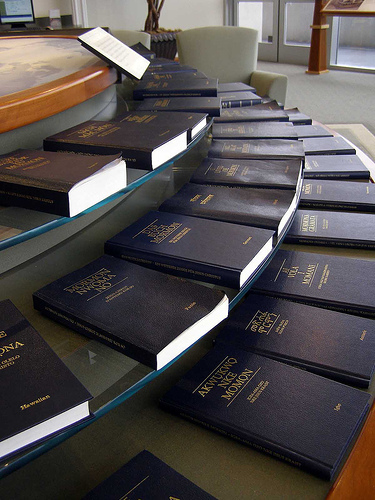
Księga Mormona jest dostępna w 110 językach

Na końcu pierwszego wydania z roku 1830,  załączono świadectwo ośmiu świadków poświadczających, jakoby mieli oni widzieć złote płyty, które do swojego dzieła wykorzystał Joseph Smith. Zostało ono też dołożone do większości późniejszych edycji (z drobnymi poprawkami gramatycznymi) i umieszczone na początku książki.
Według samych mormonów księga ma rodowód starożytny i jest kroniką ludu potomków Lehiego i jego proroków spisaną w języku reformowanym egipskim, przetłumaczoną następnie na język angielski przez Josepha Smitha. Sceptycy dopatrują się autorstwa samego Smitha. Miał on wykorzystać w tym celu rękopis powieści Manuscript story protestanckiego kaznodziei Solomona Spaldinga, naśladującej stylistyką Stary Testament, w której autor przedstawił pochodzenie Indian amerykańskich od zaginionego pokolenia Izraela i ich osiedlenie się w Ameryce. Przeciwnicy tego poglądu, określanego niekiedy mianem teorii Spaldiga, wskazują, że ma on swoje źródło we wczesnej literaturze antymormońskiej. Wytykają mu opieranie się na nieudowodnionych przypuszczeniach oraz wskazują, że sam manuskrypt, odnaleziony ponownie w 1894, przeczy jakimkolwiek związkom z rzeczywistym materiałem źródłowym Księgi Mormona.
Grant Palmer, badacz Księgi Mormona, wskazał na różne współczesne Smithowi źródła, których idee przeniknęły do tego dzieła. Wskazuje cytaty zaczerpnięte ze zredagowanego w XVII wieku Westminsterskiego Wyznania Wiary oraz z metodystycznej Księgi dyscypliny, często przywoływanej w religijnych dysputach na początku XIX wieku. Znacząco Księga Mormona czerpie również z najpopularniejszego przekładu Biblii króla Jakuba, z której wykorzystuje dwadzieścia jeden rozdziałów Księgi Izajasza, trzy rozdziały Ewangelii Mateusza oraz inne księgi. Wśród 433 zapożyczonych wersetów Księgi Izajasza 199 pochodzi z Biblii Króla Jakuba, a 234 zostało zmienionych, zachowując wyraźną zależność językową. Jednak cytując wydarzenia biblijne Joseph Smith popełnia wiele błędów merytorycznych, wstawia wewnętrzne sprzeczności oraz niezgodności z tekstem Biblii. Często udział w wydarzeniach biblijnych przypisuje przypadkowym osobom, a wydarzenia rozgrywające się w okresie nowotestamentowym przenosi do czasów Starego Testamentu, łącząc z innymi postaciami biblijnymi.
Jeszcze inni widzą w Księdze Mormona wpływy powieści fantastycznej Der goldene Topf (1814) napisanej przez Ernsta Theodora Amadeusa Hoffmanna (angielski przekład ukazał się w 1827). Niewątpliwie Księga Mormona wpisuje się w powszechne dociekania XIX-wiecznych intelektualistów zastanawiających się nad pochodzeniem amerykańskich Indian, których próbowali wywieść od Dziesięciu Zaginionych Plemion Izraela.

## Spis ksiąg w Księdze Mormona
| Lp. | Tytuł księgi            | Sigla     | Pełny tytuł księgi                                                  | Strona w edycji polskiej | Liczba rozdziałów |
| --- | ----------------------- | --------- | ------------------------------------------------------------------- | ------------------------ | ----------------- |
| 1.  | Pierwsza Księga Nefiego | 1 Ne.     | Pierwsza Księga Nefiego, jego panowanie i służba kapłańska          | 1                        | 22                |
| 2.  | Druga Księga Nefiego    | 2 Ne.     | Druga Księga Nefiego                                                | 43                       | 33                |
| 3.  | Księga Jakuba           | Jak.      | Księga Jakuba, brata Nefiego                                        | 99                       | 7                 |
| 4.  | Księga Enosa            | Enos      | Księga Enosa                                                        | 115                      | 1                 |
| 5.  | Księga Jaroma           | Jar.      | Księga Jaroma                                                       | 117                      | 1                 |
| 6.  | Księga Omniego          | Omn.      | Księga Omniego                                                      | 118                      | 1                 |
| 7.  | Słowa Mormona           | Sł. Morm. | Słowa Mormona                                                       | 121                      | 1                 |
| 8.  | Księga Mosjasza         | Mos.      | Księga Mosjasza                                                     | 123                      | 29                |
| 9.  | Księga Almy             | Al.       | Księga Almy, syna Almy                                              | 178                      | 63                |
| 10. | Księga Helamana         | He.       | Księga Helamana                                                     | 323                      | 16                |
| 11. | Trzeci Nefi             | 3 Ne.     | Trzeci Nefi, Księga Nefiego, syna Nefiego, który był Synem Helamana | 356                      | 30                |
| 12. | Czwarty Nefi            | 4 Ne.     | Czwarty Nefi, Księga Nefiego, syna Nefiego, ucznia Jezusa Chrystusa | 406                      | 1                 |
| 13. | Księga Mormona          | Morm.     | Księga Mormona                                                      | 409                      | 9                 |
| 14. | Księga Etera            | Et.       | Księga Etera                                                        | 426                      | 15                |
| 15. | Księga Moroniego        | Moro.     | Księga Moroniego                                                    | 453                      | 10                |

## Wydania polskie
W języku polskim została wydana przez:
- Kościół Jezusa Chrystusa Świętych w Dniach Ostatnich, Księga Mormona – Jeszcze Jedno Świadectwo o Jezusie Chrystusie (w roku 1981, wydawnictwo Intellectual Reserve, Inc.).

## Wydania angielskie
Pierwsze wydanie ukazało się w marcu 1830 (Palmyra, Stany Zjednoczone).
Księga Mormona jest wydawana obecnie przez:
- Kościół Jezusa Chrystusa Świętych w Dniach Ostatnich, pod rozszerzonym tytułem – Księga Mormona – Jeszcze Jedno Świadectwo o Jezusie Chrystusie (od roku 1982 wydawnictwo Intellectual Reserve, Inc.).
- Społeczność Chrystusa:

- (wydawnictwo Herald House) jako Księga Mormona – Wydanie Autoryzowane (1908 r.) i Księga Mormona – Zrewidowane Wydanie Autoryzowane (1966 r.).
- (Herald Heritage, wydawnictwo Herald House) z roku 1970 – fotoreprodukcja oryginalnego wydania z roku 1830.

- Kościół Jezusa Chrystusa (Bikertonici) jako Księga Mormona – Relacja Napisana Ręką Mormona na Płytach, na podstawie Płyt Nefiego. Wersja opracowana na podstawie oryginalnego wydania przez komitet apostołów Kościoła Jezusa Chrystusa (Bikertonitów) – Thurmana S. Furniera, Charlesa Ashtona i Williama H. Cadmana.
- Kościół Jezusa Chrystusa Świętych w Dniach Ostatnich (Strangici) (wydanie Richarda Drewa, Burlington (Voree), Wisconsin) – fotoreprodukcja wydania z roku 1840.
- Zarahemla Research Foundation jako Księga Mormona – Wydanie Przywróconego Przymierza
- University of Illinois Press – Księga Mormona – Wydanie Recenzenta z 2003 r. – na podstawie wydania Kościoła Jezusa Chrystusa Świętych w Dniach Ostatnich z roku 1920.

## Okładki niektórych wydań Księgi Mormona

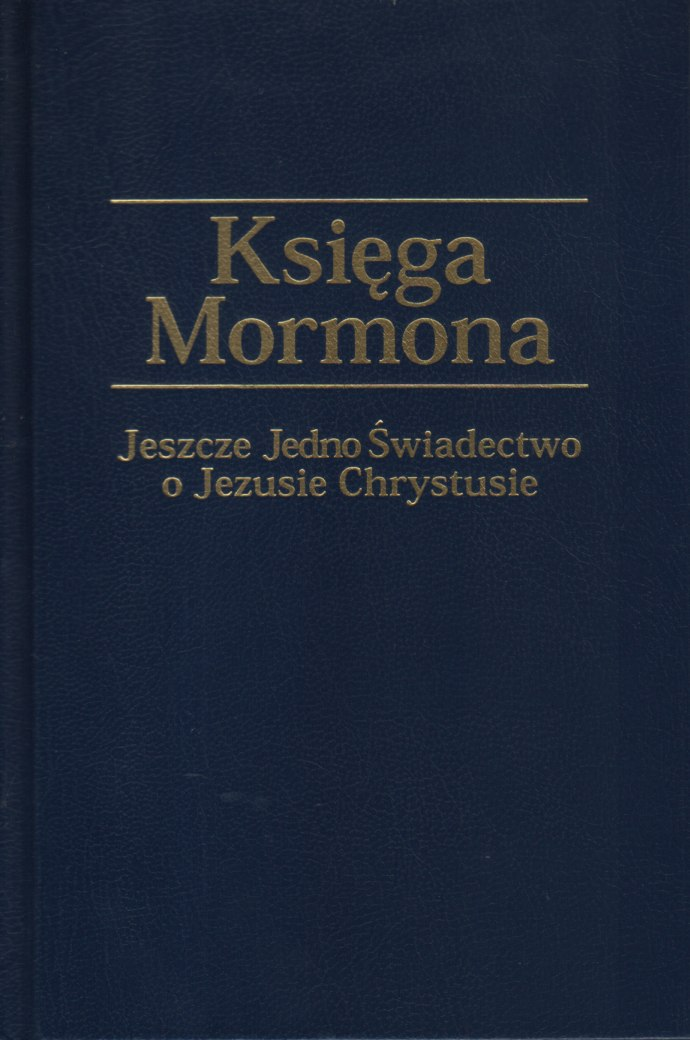
Okładka polskiej edycji Księgi Mormona, wydana przez Kościół Jezusa Chrystusa Świętych w Dniach Ostatnich
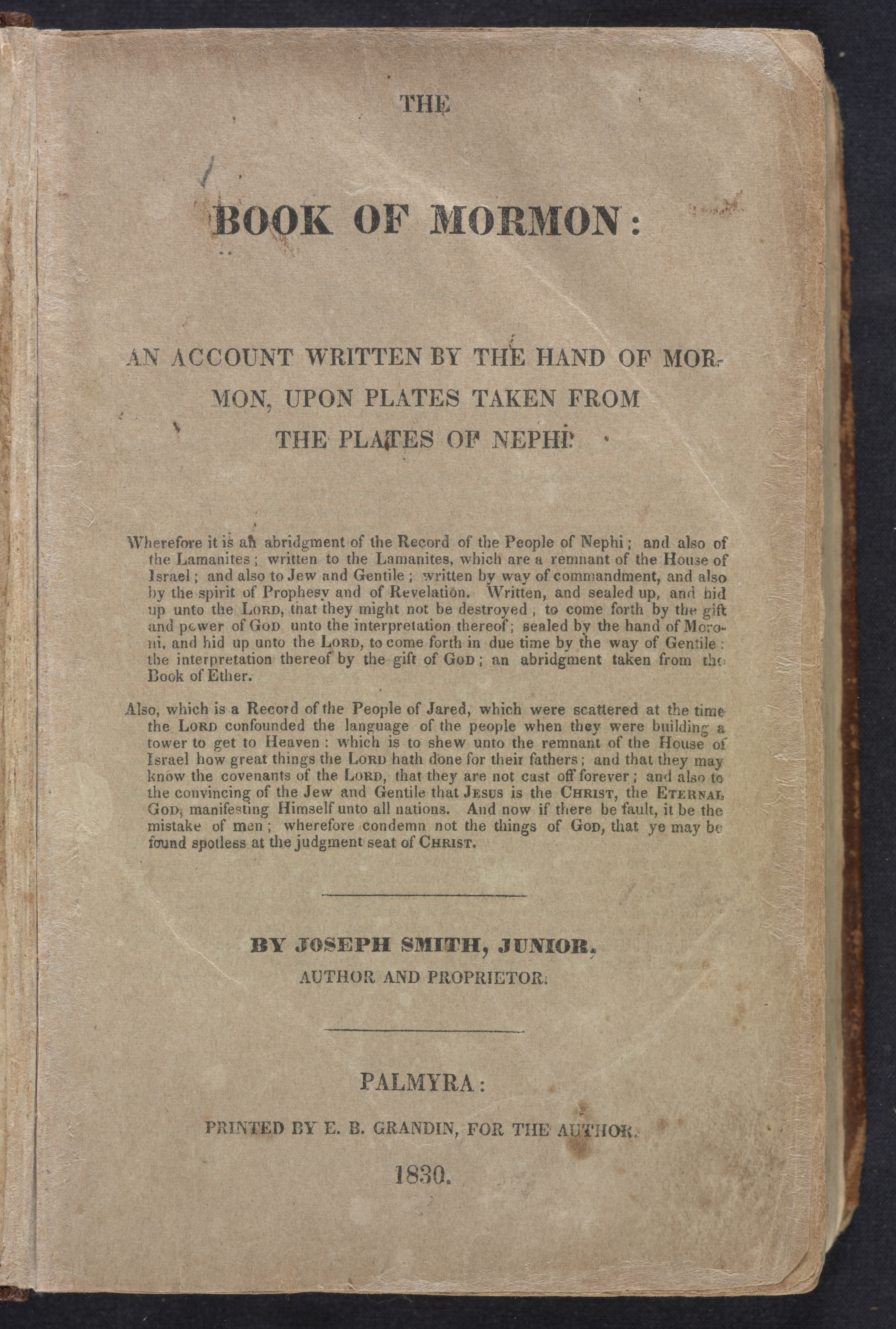
Strona tytułowa pierwszego wydania z 1830
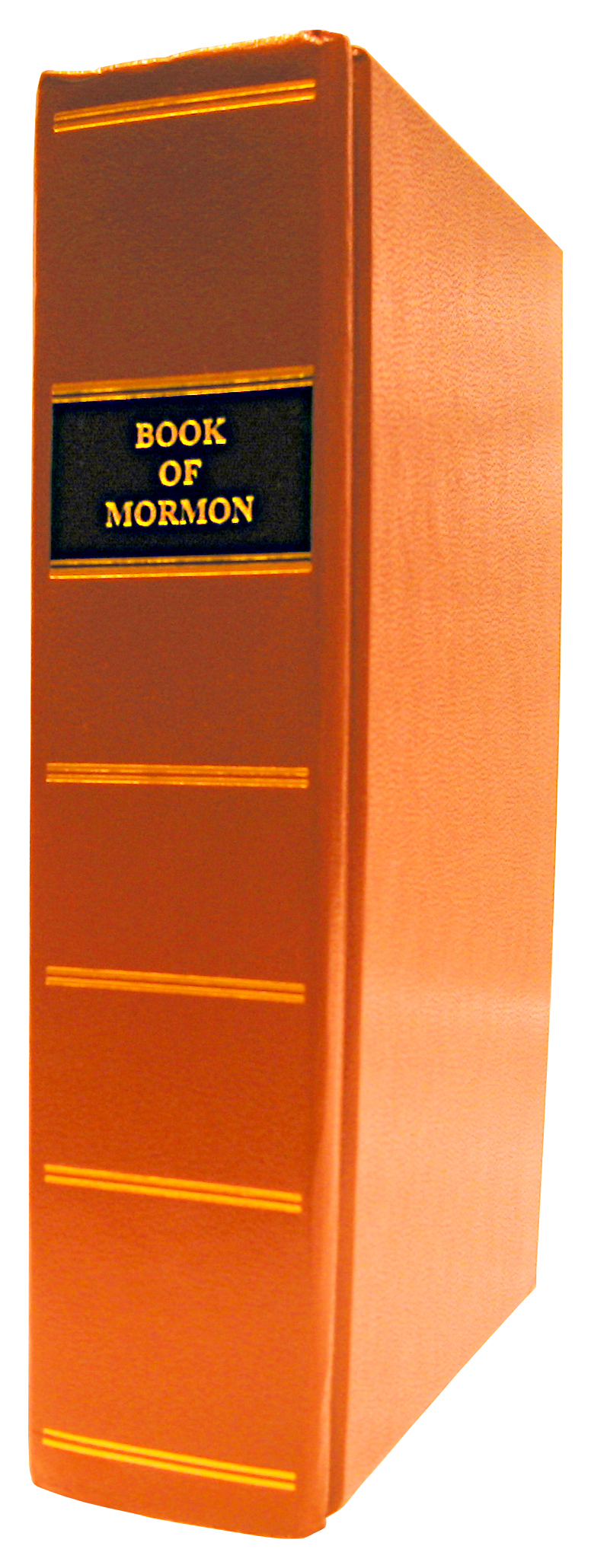
Reprint oryginalnego wydania z 1830 r., wydany w 1970 r. przez Społeczność Chrystusa
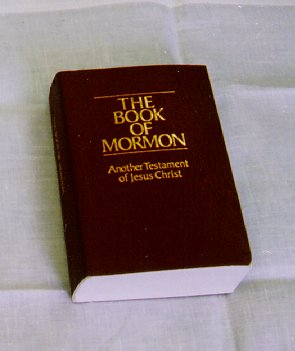
Wydanie Księgi Mormona na potrzeby armii amerykańskiej